# Ilir Daja
Ilir Daja (Tirana, 20 ottobre 1966) è un allenatore di calcio ed ex calciatore albanese, di ruolo difensore, tecnico della Dinamo Tirana.

## Palmarès

### Giocatore

#### Club

##### Competizioni nazionali
- Campionato albanese: 1

Dinamo Tirana: 1989-1990
- Coppa d'Albania: 2

Dinamo Tirana: 1988-1989, 1989-1990
- Supercoppa d'Albania: 1

Dinamo Tirana: 1989

### Allenatore

#### Club

##### Competizioni nazionali
- Campionato albanese: 3

Elbasani: 2005-2006
Dinamo Tirana: 2007-2008
Skënderbeu: 2017-2018
- Coppa d'Albania: 2

Skënderbeu: 2017-2018
Dinamo Tirana: 2024-2025
- Campionato kosovaro: 3

Ballkani: 2021-2022, 2022-2023, 2023-2024
- Coppa del Kosovo: 1

Ballkani: 2023-2024
- Supercoppa del Kosovo: 1

Ballkani: 2023